# العلاقات الباكستانية البالاوية
العلاقات الباكستانية البالاوية هي العلاقات الثنائية التي تجمع بين باكستان وبالاو.

## مقارنة بين البلدين
هذه مقارنة عامة ومرجعية للدولتين:
| وجه المقارنة                                              | باكستان                     | بالاو                         |
| --------------------------------------------------------- | --------------------------- | ----------------------------- |
| المساحة (كم2)                                             | 881.91 ألف                  | 465                           |
| عدد السكان (نسمة)                                         | 197.02 مليون                | 21.73 ألف                     |
| الكثافة السكانية (ن./كم²)                                 | 223.4                       | 4.67 ألف                      |
| العاصمة                                                   | إسلام آباد                  | نغيرولمود، كورور              |
| اللغة الرسمية                                             | لغة إنجليزية، اللغة الأردية | لغة إنجليزية، اللغة البالاوية |
| العملة                                                    | روبية باكستانية             | دولار أمريكي                  |
| الناتج المحلي الإجمالي (بليون دولار)                      | 304.95 مليار                | 291.54 مليون                  |
| الناتج المحلي الإجمالي (تعادل القوة الشرائية) بليون دولار | 946.67 مليار                | 326.12 مليون                  |
| الناتج المحلي الإجمالي الاسمي للفرد دولار أمريكي          | 1.43 ألف                    | 13.50 ألف                     |
| الناتج المحلي الإجمالي للفرد دولار أمريكي                 | 4.81 ألف                    | 14.76 ألف                     |
| مؤشر التنمية البشرية                                      | 0.538                       | 0.780                         |
| رمز المكالمات الدولي                                      | +92                         | +680                          |
| رمز الإنترنت                                              | .pk                         | .pw                           |
| المنطقة الزمنية                                           | ت ع م+05:00                 | ت ع م+09:00                   |

## منظمات دولية مشتركة
يشترك البلدان في عضوية مجموعة من المنظمات الدولية، منها:
| علم المنظمة | اسم المنظمة                        | تاريخ انضمام باكستان | تاريخ انضمام بالاو |
| ----------- | ---------------------------------- | -------------------- | ------------------ |
|             | بنك التنمية الآسيوي                | 1966                 | 2003               |
|             | الأمم المتحدة                      | 30 سبتمبر 1947       | 15 ديسمبر 1994     |
|             | منظمة حظر الأسلحة الكيميائية       | ?                    | ?                  |
|             | مؤسسة التمويل الدولية              | 20 يوليو 1956        | 16 ديسمبر 1997     |
|             | وكالة ضمان الاستثمار متعدد الأطراف | 12 أبريل 1988        | 16 ديسمبر 1997     |
|             | يونسكو                             | 14 سبتمبر 1949       | 20 سبتمبر 1999     |
|             | البنك الدولي للإنشاء والتعمير      | 11 يوليو 1950        | 16 ديسمبر 1997     |

## وصلات خارجية
- موقع وزارة الخارجية الباكستانية